# Борден (авиабаза)
Ба́за Кана́дских вооружённых сил Бо́рден (англ. Canadian Forces Base Borden, CFB Borden, фр. Base des Forces canadiennes Borden) — база Канадских вооружённых сил, расположенная в Онтарио.
БКВС Борден — историческое место возникновения ВВС Канады, крупнейшая учебная база Канадских вооружённых сил. Базой управляет Учебная группа поддержки Канадских вооружённых сил, подчиняющаяся Канадской академии обороны в Кингстоне.

## История
В разгар Первой мировой войны, в 1916 г., на месте ледниковой морены к западу от Барри для тренировки частей Канадских экспедиционных войск был открыт военный лагерь Борден. В мае 1916 г. Баррийская и Коллингвудская роты 157-го батальона (Симкских лесников) Канадских экспедиционных войск (название которых сохранилось у грейских и симкских лесников) начали строительство лагеря под командованием подполковника Д. Г. Макларена.
В 1917 г. лагерь Борден был выбран под размещение военного аэродрома, став первой авиабазой Королевской авиации сухопутных войск Канады. В межвоенный период аэродром использовался как место тренировок активно развивающихся ВВС Канады и был переименован в базу ВВС Канады Борден. В 1938 г. учебный полигон лагеря Борден был расширен и передан Канадской танковой школе.
В ходе Второй мировой войны и лагерь Борден, и база ВВС Канады Борден стали крупнейшим канадским тренировочным центром армии и авиафлота (авиафлота — по Учебной авиационной программе Великобритании и Содружества). К 1946 г. там было открыто 1-е служебное лётное училище УАПВС. Вспомогательные посадочные площадки находились в Эллистоне и Иденвейле. В течение Второй мировой войны база ВВС Канады Борден служила также образовательным центром для лётчиков ВВС Норвегии, и в Норвегии этот аэродром известен как «Маленькая Норвегия».
Третья посадочная площадка, известная в регионе как Личс-Филд, использовалась лагерем Борден с 1920-х по 1950-е гг. Этот Г-образный полевой аэродром был довольно неразвит: «взлётно-посадочные полосы» на Личс-Филде были проложены просто по земле. Первоначально его использовали для посадки с немедленным взлётом после касания.